# Antoinette Blackwell
Antoinette Blackwell   (Henrietta, 20 de maig de 1825 - Elizabeth, 5 de novembre de 1921) anteriorment Antoinette Louisa Brown, activista pels drets de les dones i reformadora social, va ser la primera dona ordenada com a ministra principal protestant als Estats Units. Va ser una oradora pública versada sobre les qüestions primordials del seu temps i es va distingir dels seus contemporanis per l'ús de la fe religiosa en els seus esforços per expandir els drets de les dones.
Brown fou la més jove dels set germans fills de Joseph Brown i Abby Morse. La seva superior intel·ligència ja va ser palesa a l'edat de tres anys. Les prèdiques de l'evangelista Charles Grandison Finney del proper Rochester va fer que la família de Brown s'unís a l'Església Congregacional. Després d’atrevir-se a introduir una oració en l’observança religiosa de la seva família, Brown va ser acceptada a l'església abans dels nou anys. Poc després de formar part de la congregació, va començar a predicar durant les reunions dels diumenges. El 1841 a l'edat de 16 anys, després d'haver completat la seva escolarització precoç requerida a l'Acadèmia del Comtat de Monroe, Brown va començar a ensenyar a l'escola ella mateixa. No tenia intenció de passar la seva vida ensenyant i, per tant, es va proposar la llicenciatura en teologia de l’Oberlin College i la carrera al púlpit.

## Publicacions
- Studies in General Science. New York: G.P. Putnam and Son, 1869.
- The Sexes Throughout Nature. New York: G.P. Putnam and Son, 1875.
- The Physical Basis of Immortality. New York: G.P. Putnam and Son, 1876.
- The Philosophy of Individuality. New York: G.P. Putnam and Son, 1893.
- The Making of the Universe. Boston, Massachusetts: The Gorham press, 1914.
- The Social Side of Mind and Action. New York: The Neale Publishing Company, 1915.
- The Island Neighbors. New York: Harper & Brothers, 1871. (Novel·la)
- Sea Drift. New York: J.T. White & Co., 1902. (Poesia)